# Молзино
Молзино — деревня в Богородском городском округе Московской области России

## Население
| 1852 | 1859 | 1890 | 1926  | 2002  | 2006  | 2010  |
| ---- | ---- | ---- | ----- | ----- | ----- | ----- |
| 367  | ↗413 | ↘185 | ↗1161 | ↗1464 | ↘1382 | ↗1442 |

## География
Деревня Молзино расположена на востоке Московской области, в центральной части Ногинского района, примерно в 35 км к востоку от Московской кольцевой автодороги и 5 км к северо-западу от центра города Ногинска, по левому берегу реки Лавровки.
В 2 км к востоку от деревни проходит Московское малое кольцо А107, в 6 км к югу — Горьковское шоссе М7, в 10 км к юго-западу — Монинское шоссе Р109, в 10 км к северо-западу — Щёлковское шоссе А103. Ближайшие сельские населённые пункты — деревня Починки и посёлок Колышкино Болото.
В деревне 13 улиц — Воскресенская, Дальняя, Деревенька, Колодезная, Медовая, Новая, Новая Слобода, Родниковая, Советская, Урожайная, Усадебная, Цветочная и Школьная; приписано садоводческое товарищество (СНТ).
Связана автобусным сообщением с районным центром — городом Ногинском.

## История
В середине XIX века деревня относилась ко 2-му стану Богородского уезда Московской губернии и принадлежала князю Василию Васильевичу Долгорукову. В деревне было 44 двора, крестьян 174 души мужского пола и 193 души женского.
В «Списке населённых мест» 1862 года — владельческая деревня 2-го стана Богородского уезда Московской губернии по левую сторону Троицкого тракта (из Богородска в Сергиевскую Лавру), в 5 верстах от уездного города и 20 верстах от становой квартиры, при колодце, с 52 дворами и 413 жителями (200 мужчин, 213 женщин).
По данным на 1890 год — деревня Ямкинской волости 3-го стана Богородского уезда со 185 жителями, при деревне работало шесть полушёлковых фабрик и одна полушерстяная фабрика, имелась земская школа.
В 1913 году — 124 двора и земское училище.
По материалам Всесоюзной переписи населения 1926 года — центр Молзиновского сельсовета Пригородной волости Богородского уезда в 2,1 км от Ямкинского шоссе и 4,3 км от станции Богородск Нижегородской железной дороги, проживал 1161 житель (522 мужчины, 639 женщин), насчитывалось 273 хозяйства, из которых 183 крестьянских, имелись школа 1-й ступени, лавка и чайная, работала ткацкая артель.
С 1929 года — населённый пункт Московской области в составе:
- Молзинского сельсовета Богородского района (1929—1930)[16],
- Молзинского сельсовета Ногинского района (1930—1954)[17],
- Ямкинского сельсовета Ногинского района (1954—1963, 1965—1994)[18][19],
- Ямкинского сельсовета Орехово-Зуевского укрупнённого сельского района (1963—1965)[20],
- Ямкинского сельского округа Ногинского района (1994—2006)[19],
- городского поселения Ногинск Ногинского муниципального района (2006 — н. в.)[21][22].